# Осипов Сергій Олександрович
Сергій Осипов (рос. Серге́й Алекса́ндрович О́сипов; нар. 10 липня 1978, Луга, СРСР) — російський футболіст, нападник.

## Клубна кар'єра
Вихованець СДЮСШОР «Зміна» (Санкт-Петербург), перший тренер — В. Варламов. В основній команді «Зеніту» Осипов дебютував 16 липня 1997 року в домашньому матчі проти воронезького «Факела». Усього у складі «Зеніту» Сергій взяв участь у 104 матчах, в яких забив 9 м'ячів. Разом з «Зенітом» Осипов став володарем Кубку Росії 1999 року, а також бронзовим призером чемпіонату Росії 2001 року. У 2003—2005 роках грав за московське «Торпедо». У 2005 році отримав важку травму коліна, повністю відновився тільки наприкінці сезону, але повернути собі місце в складі не зміг і, завдяки дружбі з Олексієм Ігоніним, перейшов в одеський «Чорноморець», в складі якого став бронзовим призером чемпіонату України.

## Кар'єра в збірній
Викликався до молодіжної збірної Росії.

## Досягнення
- Прем'єр-ліга
  -  Срібний призер (1): 2003
  -  Бронзовий призер (1): 2001

- Кубок Росії
  -  Володар (1): 1999
  -  Фіналіст (1): 2002

- Кубок Прем'єр-ліги (Росія)
  -  Володар (1): 2003

- Кубок Інтертото
  -  Фіналіст (1): 2003

- Прем'єр-ліга (Україна)
  -  Бронзовий призер (1): 2006

## Виступи в єврокубках
- Кубок Інтертото 2000 у складі «Зеніта» (СПб): 5 матчів.
- Кубок УЄФА 2002—2003 у складі «Зеніта» (СПб): 3 матчі, 3 голи.
- Кубок УЄФА 2003—2004 у складі «Торпедо» (М): 4 матчі, 1 гол.